# Jur Raatjes

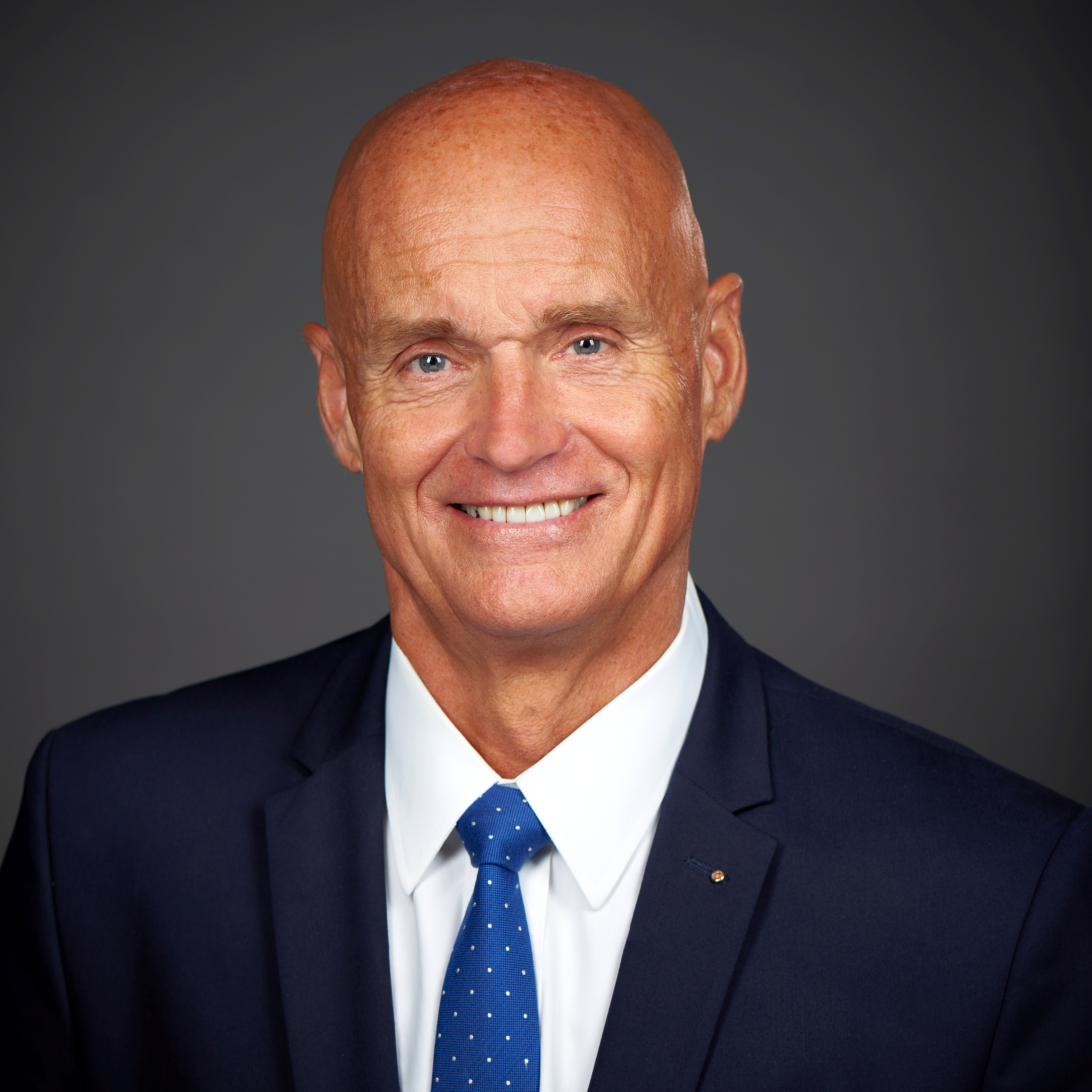
Jur Raatjes

Jurjen Barend Gerhard "Jur" Raatjes (Laag-Keppel, 4 november 1954) is een voormalig Nederlands televisiepresentator en -commentator.

## Carrière

### Onderwijs
Raatjes groeide op in Laag-Keppel en volgde de middelbare school in Doetinchem. Nadat hij zijn militaire dienstplicht vervuld had ging hij studeren in Amsterdam. Na afronding van een studie wiskunde en aardrijkskunde begon hij in januari 1983 aan zijn loopbaan als docent wiskunde aan de RMTS te Hoorn. Hij werd vanaf 1985 tevens omroeper voor NOS en Schooltelevisie op freelancebasis op de netten Nederland 1 en Nederland 2 en in 1988 bij Nederland 3 freelance eindregisseur.

### Sportverslaggever
In 1989 werd hij presentator/verslaggever bij RTL Veronique (later RTL 4) op fulltime basis en stopte hij in het onderwijs. Hij werkte tien jaar voor RTL 4 voor verschillende programma’s, voornamelijk RTL Sport en RTL Formule 1 Live. Raatjes werd het meest bekend door zijn live verslaggeving vanaf Wimbledon en van het Nederlands voetbalelftal. Tevens verzorgde hij vanuit de Verenigde Staten de live-verslaggeving van de jaarlijks verreden Indy 500.

### PR-banen
Hij kreeg PR-banen bij onder meer Renault, Heineken en Mazda maar bleef presentatiewerk doen voor onder meer RTL 5 en SBS6. Per 1 juni 2021 is hij met pensioen en weer als freelancer werkzaam voor zijn eigen bedrijf.